# Uciekający pociąg
Uciekający pociąg (ang. Runaway Train) – amerykańsko-izraelski film sensacyjny z 1985 roku.

## Fabuła
Z więzienia na Alasce uciekają dwaj recydywiści, Manny i młody Buck. Zbiegowie wsiadają w stojący na bocznicy kolejowej skład. Pociąg rusza, maszynista dostaje zawału i umierając wypada ze składu czterech lokomotyw, które z uszkodzonymi hamulcami oraz pozbawione wszelkiej kontroli pędzą z coraz większą prędkością przez zaśnieżoną krainę. W ślad za nimi rusza naczelnik więzienia Ranken, który za wszelką cenę chcę złapać Manny’ego.
Film kończy cytat z Ryszarda III Williama Shakespeare’a, w wolnym tłumaczeniu:
„Bestia najgorsza zna nieco litości, lecz ja jej nie znam, więc nie jestem bestią”.

## Obsada
- Jon Voight – Oscar Manny Manheim
- Eric Roberts – Buck
- Rebecca De Mornay – Sara
- Kyle T. Heffner – Frank Barstow
- John P. Ryan – naczelnik Warden Ranken